# Synagoga w Czudcu
Synagoga w Czudcu – dawna synagoga znajdująca się w Czudcu przy ulicy Słonecznej 2, po 1945 zaadaptowana na kino, współcześnie pełni funkcję biblioteki publicznej.
Pierwsza czudecka synagoga powstała w początkach XVIII wieku. Był to drewniany dom, z zewnątrz nie wyróżniający się na tle sąsiednich domów mieszkalnych, o długości 37 łokci i szerokości 18 (ok. 22,2 × 10,8 m). Budynek spłonął podczas wielkiego pożaru miasta w 1751.
W trzy lata później Wojciech Grabieński, właściciel miasta, wystawił na swój koszt nowy budynek synagogi, jednak wskutek protestów kleru katolickiego prace budowlane przerwano do wyrażenia zgody na odbudowę synagogi przez krakowski konsystorz. Ostatecznie komisja powołana przez biskupa Mikołaja de Lipe Lipskiego zgodziła się na budowę, jednak w nowej lokalizacji, dalej od centrum miasteczka, na przedłużeniu wschodniej pierzei rynku. Druga synagoga również spłonęła, przed 1795 rokiem.
Trzecia z kolei synagoga została zbudowana w 1795 roku na miejscu poprzedniej. Murowany budynek zbudowano na planie prostokąta o wymiarach 12,5 × 20 metrów, zorientowanego wedle stron świata. Pierwotnie we wschodniej części znajdowała się główna sala modlitewna, do której wchodziło się przez przedsionek, nad którym znajdował się babiniec.
Podczas II wojny światowej bożnica została zdewastowana przez hitlerowców, jednak budynek przetrwał. Po 1945 budynek gruntownie przebudowano z przeznaczeniem na kino. Wówczas zatarto oryginalne cechy architektury synagogalnej.
Od 1970 roku w synagodze znajduje się Gminna Biblioteka Publiczna, w której są zgromadzono judaika, m.in. skrzydło drzwiczek Aron ha-kodesz, menorę, chanukiję, a także stare książki. Zostały one wyeksponowane we wnęce po Aron ha-kodesz.
Na początku XXI wieku synagoga została wyremontowana: wymieniono więźbę dachową, okna oraz odnowiono elewację budynku.

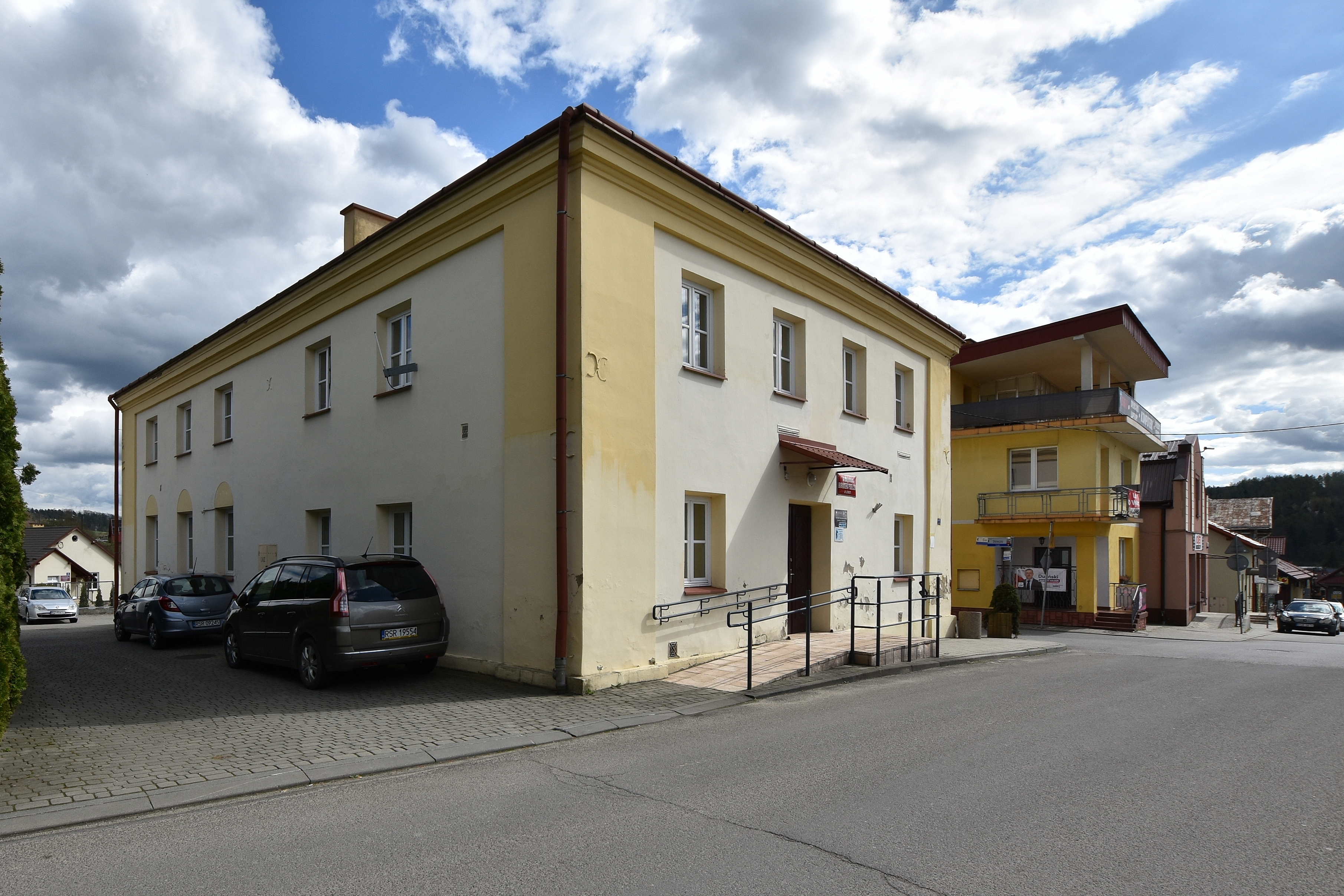
Elewacja boczna
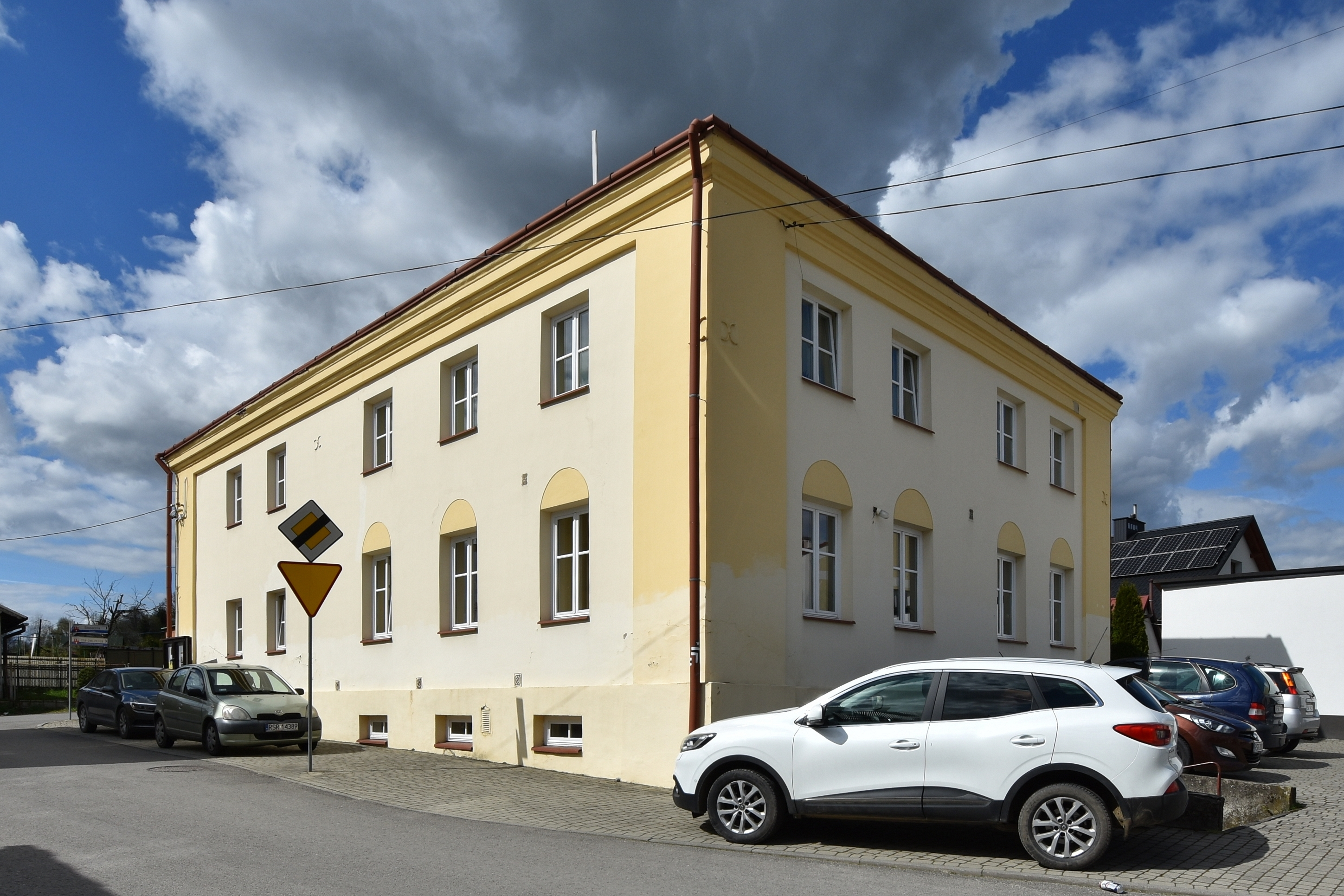
Elewacja tylna
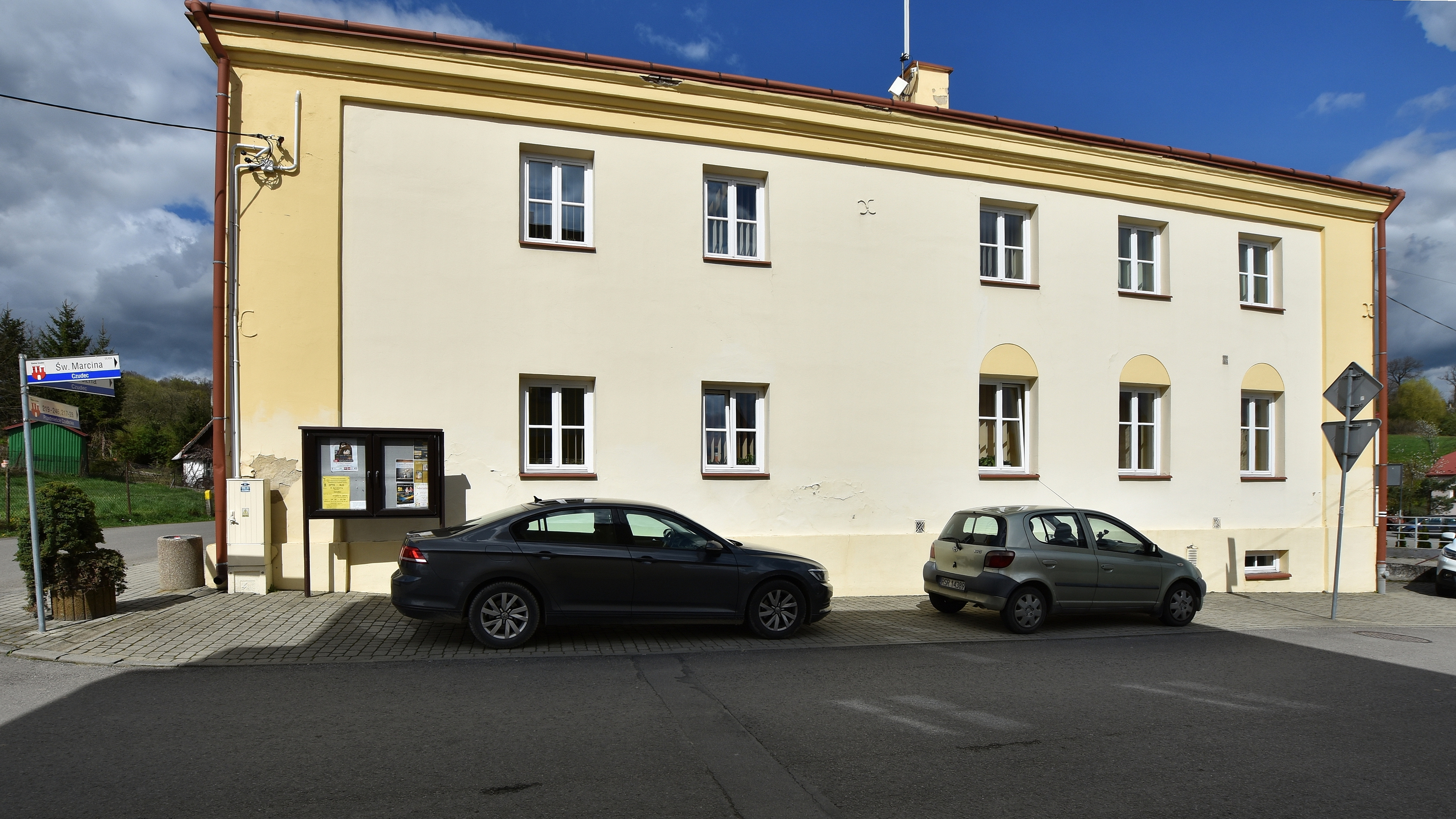
Elewacja boczna